# Octopus pallidus
Espèce
Synonymes
- Octopus (Octopus) pallidus Hoyle, 1885[2]
- Octopus boscii Lesueur, 1821[2]
- Octopus boscii pallida Hoyle, 1885[2]
- Octopus boscii var. pallida Hoyle, 1885[2]
- Octopus pallida Robson, 1929[2]
- Octopus variolatus Blainville, 1826[2]
- Polypus variolatus Berry, 1918[2]

Statut de conservation UICN

 LC  : Préoccupation mineure
Octopus pallidus est une espèce d'octopodes de la famille des Octopodidae.

## Habitat et répartition

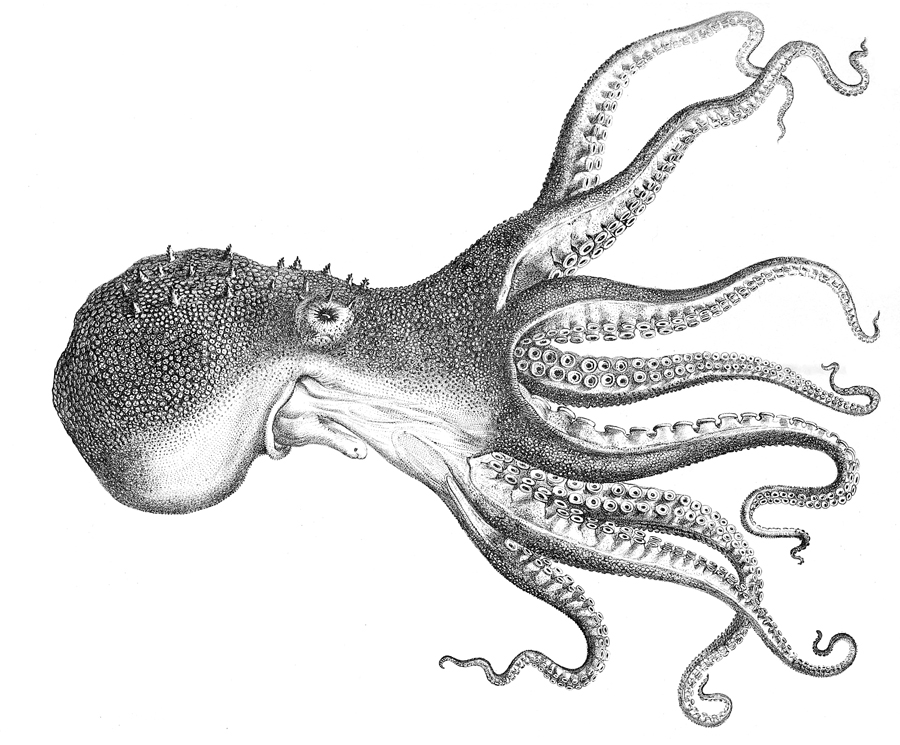
Octopus pallidus

Cette espèce est présente dans les eaux du sud-ouest de l'océan Pacifique, en milieu subtropical, dans des eaux situées entre 3 mètres et 589 mètres.